# چاووین (لوئیزیانا)
چاووین (به انگلیسی: Chauvin) شهری در ایالت لوئیزیانا کشور ایالات متحده آمریکا است که جمعیت آن در سرشماری سال ۲۰۱۰ میلادی، ۲٬۹۱۲ نفر بوده‌است.